# Daren Puppa
Daren James Puppa, född 23 mars 1965 i Kirkland Lake, Ontario, är en kanadensisk före detta professionell ishockeymålvakt i NHL.
Puppa inledde sin NHL-karriär i Buffalo Sabres säsongen 1985–86. 1989–90 var han en av finalisterna till Vézina Trophy då han kom tvåa bakom Patrick Roy. 1992–93 spelade han åtta matcher för Toronto Maple Leafs. 1993 lade Tampa Bay Lightning beslag på Puppa i Expansionsdraften. I Tampa Bay var hans fina spel säsongen 1995–96 en viktig orsakt till lagets första slutspelsplats någonsin. Han kom trea i valet till Vézina Throphy år 1995–96.
Han var släkt med den före detta ishockeyspelaren Ralph Backstrom som vann sex Stanley Cup-titlar med Montreal Canadiens under sin NHL-karriär som varade mellan 1956 och 1973.